# Laurie Carretero
Laurie Carretero-Fontaine, née le 3 novembre 1995 à Nîmes, est une handballeuse française. Elle évolue au poste de gardienne de but.

## Biographie
Internationale française junior, elle participe au championnat du monde junior 2014. 
Elle s'impose en équipe première lors de la saison 2013-2014, où elle participe aux 18 matches de saison régulière pour 117 arrêts.
Après le départ de Nicky Houba et Marina Pantić, elle fait équipe dans les cages nîmoises avec Marija Čolić à compter de la saison 2014-2015.
Après le dépôt de bilan du HBC Nîmes au printemps 2016, elle s'engage avec Bourg-de-Péage en 2e division pour la saison 2016-2017. Carretero et Bourg de Péage sont promus dès la saison suivante en première division et disputent les playdowns à deux reprises.
Pensant dans un premier temps mettre un terme à sa carrière afin de reprendre ses études, Laurie Carretero accepte finalement une offre du Brest Bretagne Handball. La gardienne s'engage avec le club pour la saison 2019-2020 en tant que joker médical afin de remplacer Cléopâtre Darleux, enceinte.

## Palmarès

### Club
compétitions internationales 
- vainqueur de la Ligue européenne (C3) en 2021 (avec le Nantes AHB)

compétitions nationales
- finaliste de la coupe de France en 2015 (avec HBC Nîmes)
- finaliste de la Coupe de France (1) 2021  (avec le Nantes Atlantique Handball)